# AnyDVD
AnyDVD(エニーディーブイディー)は、『RedFox』が開発・販売する常駐型DVDリッパー。以前はSlySoftによって開発・販売されていた。

## 概要
DVD-VideoにおけるPUOや各種コンテンツ・コピーコントロールシステム(CSS、Macrovision、ARccOS、RipGuardなど)を無効化する為のソフトウェア。Microsoft Windows 上で動作し、デバイスドライバとして機能する。
復号機能を持たないDVDリッパーやリッピング機能を搭載したライティングソフトウェアと連携し、暗号化保護された各種映像ディスクをリッピングする為に使用される。その他、映像再生時のPUOの解除、ドライブ速度の調整(騒音防止)、リフレッシュレートの調整機能などのを持つ。同種のソフトウェアにDVD43(フリーウェア)やDVDFab Passkey(シェアウェア)などがある。
なお、AnyDVDの上位版としてAnyDVD HD(エニーディーブイディーエイチディー)がある。こちらは、Blu-ray DiscやHD DVDに採用されるコンテンツ・コピーコントロールシステムであるAACS、BD+等にも対応する。
よって、市販のBDビデオ(BD-ROM)やデジタル放送をBDレコーダーで録画したディスク(BD-R/BD-RE)をリッピング・コピーすることができる。
マスコットキャラクターは赤い色をしたキツネのため、掲示板上などでは、キツネ、フォックスなどの隠語で呼ばれている。

## 来歴

### SlySoft時代
2003年、カリブ諸島の国 『アンティグア・バーブーダ』において、SlySoftが設立された。
2016年2月、SlySoftの本社所在地である 『アンティグア・バーブーダ』の法規制強化を受けて、サイトは閉鎖、開発は中断された。「法的規制を受けてSlySoft社はすべての活動を中止しなければならなくなりました。これまでの長年のご愛顧、ありがとうございました」というコメントが掲載された。
「2007年から巨大な圧力がかかっていた」ことを明かしており、アメリカの映画業界による政治家への圧力があったものと思われる。コピーガードを解除してリッピングを可能にするAnyDVDを、業界は長らく問題視しており、コピーコントロール規格を策定する団体・AACS LAと連携し、さらに国の通商代表部までも動かしていた。
しかし、SlySoftが本拠を置くカリブ諸島の国 『アンティグア・バーブーダ』にはアメリカの著作権法は及んでおらず、またアンティグア・バーブーダの著作権法でコピーガード回避が違法でなかったことから対策が取れなかった。ところが、2012年にコピーガード回避を違法とする法律ができたことから、AnyDVDはその対象となり、2014年、著作権法違反でSlySoftのオーナーに罰金3万ドル(約340万円)の判決が下った。

### RedFox時代
その後、残されたスタッフにより新プロジェクト「RedFox」が立ち上げられ、ベリーズドメインの新サイト「RedFox.bz」が開設された。今後の開発およびサポートはRedFoxで行われることになり、それに伴い、2016年5月31日を以って旧Slysoftのソフトウェア使用ライセンスは無効となった。
2017年8月頃から、決済クレジットカードの不正使用が問題になっている。
そのため、購入の際はVプリカなどのプリペイドカードで決済することをおすすめする。
支払い方法はVISA、MasterCard、ビットコインである。
RedFox閉鎖されている
2024年5月24日を最後にRedFox公式サイトにアクセスできなくなっている。過去にもサイトがダウンしたことはあるが、今回はAレコードやMXレコードが削除されており、開発チームと連絡を取る手段が失われている状態となっている。
サイトが一時的にダウンしただけなのか、RedFoxがもう活動をやめるということなのか、詳しいことはなにもわかっていない状況。